# فيسنتي مايجاريس
فيسنتي مايجاريس (بالإسبانية: Vicente Mijares)‏ مواليد 14 يونيو 1954 في ولاية دورانغو، المكسيك، هو ملاكم محترف مكسيكي سابق صنّف ضمن فئة الوزن الخفيف.

## إحصائيات
خاض خلال مسيرته 37 نزالا، فاز في 29 وتعادل في 1 وخسر في 7. فاز بالضربة القاضية في 13 نزالا.

## روابط خارجية
- فيسنتي مايجاريس على موقع بوكس ريك (الإنجليزية) (registration required)